# Bert Cools
Bert Cools (Antwerpen, 1986) is een Belgisch gitarist die studeerde aan het Rotterdams Conservatorium. In 2010 won hij de Erasmus Jazz Prijs.
Als vaste begeleider van soul-zangeres Sabrina Starke nam hij twee albums op bij Blue Note Records. Daarnaast speelt hij onder meer bij het orkest van Bruno Vansina en bij verschillende jazz en wereldmuziekbands, waaronder Ifa Y Xangô.

## Verschillende bands
Merope is een alternatieve wereldmuziekband met vijf muzikanten uit evenveel landen. De band speelt een mix van Litouwse volksliederen, elektronische soundscapes, instrumentale klanken, improvisatie en grooves. Merope ontstond door muzikanten die elkaar niet kenden in Spanje samen te brengen, waar ze meteen het album 9 Days opnamen. Bij de opname werd enkel gebruikgemaakt van zonnestroom. Na de opnames begon de band te toeren, en in 2015 verscheen het tweede album Amaranthine.
Banjax (voorheen Bender Banjax) is een band die in 2008 de wedstrijd Jong Jazztalent won. De band ontstond uit een samenwerking tussen studenten van de dansschool P.A.R.T.S en de Brusselse conservatoriumklas van Kris Defoort.
Met bassist Nathan Wouters en drummer Stijn Cools nam hij in 2011 onder de bandnaam Matsenoto het improvisatie-album Mago op.
Pudding oO is een Belgische elektronische band die funkjazz speelt. De band is een project van een jonge Belgische jazzmusici die zelf in een resem andere bands spelen (o.a. BRZZVLL, STUFF., Libodj, hoera., ...).  In 2014 bracht de band 2 ep's uit. Het volwaardige debuutalbum A Pudding oO uit 2015 bevat nummers van deze twee ep's, aangevuld met nieuw werk.
In Book of Air wordt erg verstilde muziek gemaakt, die bewust erg traag is om de relatie tussen klank en tijd te onderzoeken. Er werd twee Book of Air albums opgenomen (onder de naam Fieldtone), het eerste met werk van Stijn Cools, het tweede album (onder de noemer Vvolk) bevat opnames van beide broers.

## Selectieve discografie
Met Merope
- 9 Days (2012)
- Amaranthine (2015)

Met Matsenoto
- Mago (2011)

Met Hoera.
- Pracht (2013)
- Beestentijd (2017)

Met Pudding oO
- EP I (2014)
- EP 2 (2014)
- A Pudding oO CD (2015)

Met Banjax
- OSA (2012)

Met Ifa Y Xangô
- Twice left handed / shavings (2015)

Book of Air project
- 2015 Fieldtone - book of Air (Sub Rosa)
- 2016 Vvolk - book of Air (Sub Rosa)

- Library of Congress Control Number: n2018012155
- MusicBrainz: 0b674f4c-dc90-4323-83d2-8c065cab5e6a
- Virtual International Authority File: 3209152080591907230000
- WorldCat: E39PBJvxmKCGC636DGYVYYKw4q